# Qu4tre Liège Média

Qu4tre Liège Média

Qu4tre Liège Média is een Waalse regionale televisiezender voor het westelijke deel van de provincie Luik.
Qu4tre Liège Média is ontstaan in 1977 uit Télévision Liège. Qu4tre Liège Média zendt 24 uur per dag uit.